# هوما
هوما (لويزيانا) (بالإنجليزية: Houma, Louisiana)‏ هي municipal corporation تقع في الولايات المتحدة في لويزيانا. يقدر عدد سكانها بـ 33,727 نسمة .

## التركيبة السكانية
حدّد مكتب تعداد الولايات المتحدة بيانات التركيبة السكانية لهوما في تعداد الولايات المتحدة. في ما يلي، التركيبة السكانية حسب تعدادي 2000 و2010.

### تعداد عام 2000
بلغ عدد سكان هوما 32,393 نسمة بحسب تعداد عام 2000، وبلغ عدد الأسر 11,634 أسرة وعدد العائلات 8,279 عائلة مقيمة في المدينة. في حين سجلت الكثافة السكانية 858.5 نسمة لكل كيلومتر مربع (2,223.5/ميل2). وبلغ عدد الوحدات السكنية 12,514 وحدة بمتوسط كثافة قدره 331.7 لكل كيلومتر مربع (859.1/ميل2).
وتوزع التركيب العرقي للمدينة بنسبة 67.46% من البيض و26.12% من الأمريكيين الأفارقة و3.45% من الأمريكيين الأصليين و0.71% من الأمريكيين ذوي الأصول الآسيوية و0.02% من سكان جزر المحيط الهادئ و0.68% من الأعراق الأخرى و1.57% من عرقين مختلطين أو أكثر و1.76% من الهسبانيون أو اللاتينيون من أي عرق.
بلغ عدد الأسر 11,634 أسرة كانت نسبة 40.8% منها لديها أطفال تحت سن الثامنة عشر تعيش معهم، وبلغت نسبة الأزواج القاطنين مع بعضهم البعض 49.5% من أصل المجموع الكلي للأسر، ونسبة 16.7% من الأسر كان لديها معيلات من الإناث دون وجود شريك، بينما كانت نسبة 5% من الأسر لديها معيلون من الذكور دون وجود شريكة وكانت نسبة 28.8% من غير العائلات. تألفت نسبة 24.1% من أصل جميع الأسر من عدة أفراد يعيشون في نفس المنزل ونسبة 10.3% كانت تتألف من شخص يعيش بمفرده يبلغ من العمر 65 عاماً أو أكثر. وبلغ متوسط حجم الأسرة المعيشية 2.72، أما متوسط حجم العائلات فبلغ 3.24.
بلغ العمر الوسطي للسكان 34.3 عاماً. وكانت نسبة 27.7% من القاطنين تحت سن الثامنة عشر، وكانت نسبة 9.2% بين الثامنة عشر والرابعة والعشرين عاماً، ونسبة 28.2% كانت واقعةً في الفئة العمرية ما بين الخامسة والعشرين والرابعة والأربعين عاماً، ونسبة 20.6% كانت ما بين الخامسة والأربعين والرابعة والستين، ونسبة 11.8% كانت ضمن فئة الخامسة والستين عاماً فما فوق. يوجد لكل 100 أنثى 92.4 ذكر، ويوجد لكل 100 أنثى في الثامنة عشر من عمرها فما فوق 89.0 ذكر.
بلغ متوسط دخل الأسرة في المدينة 34,471 دولارًا، أما متوسط دخل العائلة فبلغ 40,679 دولارًا. وكان متوسط دخل الذكور 35,897 دولارًا مقابل 22,202 دولارًا للإناث. وسجل دخل الفرد الخاص بالمدينة 17,720 دولارًا. وكانت نسبة 16.4% من العائلات ونسبة 20.8% من السكان تحت خط الفقر، وكان من هؤلاء نسبة 30.8% تحت سن الثامنة عشر ونسبة 17.3% في الخامسة والستين من العمر وما فوق.

### تعداد عام 2010
بلغ عدد سكان هوما 33,727 نسمة بحسب تعداد عام 2010، وبلغ عدد الأسر 12,751 أسرة وعدد العائلات 8,663 عائلة مقيمة في المدينة. في حين سجلت الكثافة السكانية 893.9 نسمة لكل كيلومتر مربع (2,315.2/ميل2). وبلغ عدد الوحدات السكنية 13,924 وحدة بمتوسط كثافة قدره 369 لكل كيلومتر مربع (955.7/ميل2).
وتوزع التركيب العرقي للمدينة بنسبة 65.96% من البيض و24.38% من الأمريكيين الأفارقة و3.98% من الأمريكيين الأصليين و1.03% من الأمريكيين ذوي الأصول الآسيوية و0.07% من سكان جزر المحيط الهادئ و2.72% من الأعراق الأخرى و1.87% من عرقين مختلطين أو أكثر و4.82% من الهسبانيون أو اللاتينيون من أي عرق.
بلغ عدد الأسر 12,751 أسرة كانت نسبة 36% منها لديها أطفال تحت سن الثامنة عشر تعيش معهم، وبلغت نسبة الأزواج القاطنين مع بعضهم البعض 44.2% من أصل المجموع الكلي للأسر، ونسبة 17.4% من الأسر كان لديها معيلات من الإناث دون وجود شريك، بينما كانت نسبة 6.4% من الأسر لديها معيلون من الذكور دون وجود شريكة وكانت نسبة 32.1% من غير العائلات. تألفت نسبة 26.1% من أصل جميع الأسر من عدة أفراد يعيشون في نفس المنزل ونسبة 9.8% كانت تتألف من شخص يعيش بمفرده يبلغ من العمر 65 عاماً أو أكثر. وبلغ متوسط حجم الأسرة المعيشية 2.63، أما متوسط حجم العائلات فبلغ 3.17.
بلغ العمر الوسطي للسكان 36.2 عاماً. وكانت نسبة 25.6% من القاطنين تحت سن الثامنة عشر، وكانت نسبة 9.2% بين الثامنة عشر والرابعة والعشرين عاماً، ونسبة 26.2% كانت واقعةً في الفئة العمرية ما بين الخامسة والعشرين والرابعة والأربعين عاماً، ونسبة 26.4% كانت ما بين الخامسة والأربعين والرابعة والستين، ونسبة 12.6% كانت ضمن فئة الخامسة والستين عاماً فما فوق. وتوزع التركيب الجنسي للسكان بنسبة 49.1% ذكور و50.9% إناث.

## أعلام
- جاي لويس واتكينز جونيور
- لورانس دوبونت
- كوفينزانيه واليس
- جاستن وليامز
- براندون براون
- كلارنس كيني
- فرانك لويس
- بيل سفوبودا